# Maria Cecilia Guardi
Maria Cecilia Guardi (Venezia, 1702 – Venezia, 1779) è stata una modella italiana.
Talora è citata come Cecilia Guardi, o anche Maria Cecilia Guardi Tiepolo in seguito al matrimonio con Giambattista Tiepolo.

## Biografia
Proveniva da una famiglia di artisti, essendo figlia di Domenico Guardi e di Maria Claudia Pichler, nonché sorella di Francesco, Gianantonio e Nicolò. Rimasta presto orfana di padre e non avendo una dote, a soli diciassette anni sposò il pittore Giambattista Tiepolo con una cerimonia segreta, avvenuta il 21 novembre 1719 nella chiesa di Santa Ternita. Da questa unione nacquero dieci figli, tra cui Giandomenico e Lorenzo, destinati a seguire le orme paterne. Bionda e graziosa, Maria Cecilia posò per il marito in numerose opere pittoriche, prestando il suo volto a diverse figure femminili della storia come Cleopatra, Campaspe e Bithia, la figlia del faraone che salvò Mosè. Venne inoltre più volte ritratta nella sua quotidianità da Giandomenico e Lorenzo.
Rimase vedova nel 1770, quando Giambattista si trovava in Spagna per la realizzazione degli affreschi del palazzo reale e altri incarichi reali. Morì nel 1779 di insufficienza polmonare, tre anni dopo aver perso il figlio Lorenzo.

## Nella cultura di massa
- A lei e alla famiglia del pittore venne dedicato il romanzo The Merchants of Light scritto da Marta Maretich e pubblicato nel 2015.